# Orion (odrůda révy vinné)
Orion je středně pozdní, interspecifická moštová odrůda révy (též hybridní odrůda, mezidruhové křížení, PiWi odrůda), určená k výrobě bílých vín, která byla vyšlechtěna v Německu křížením odrůd Optima a Villard blanc.
Genetický profil odrůdy Orion: 78,1 % Vitis vinifera, 1,6 % V .labrusca, 15,8 % V. rupestris, 3,1 % V. berlandieri, 1,4 % V. lincencumii.
Optima je raná moštová odrůda původu Vitis vinifera, kříženec Rieslaner (Sylvánské zelené x Ryzlink rýnský) x Müller Thurgau. Odrůdu vyšlechtili v Německu roku 1930 Peter Morio a Prof. Dr. B. Husfeld. Je pěstována zejména v Německu a ve Velké Británii. Patří mezi kvalitativní odrůdy, nevýhodou jsou malé výnosy, náchylnost k plísni šedé (Botrytis cinerea), nízká odolnost vůči mrazu a nižší acidita moštu.
Villard blanc, též S.V. 12 375, je interspecifická moštová odrůda, jeden z nejpěstovanějších kříženců francouzského šlechtitele jménem Bertille Seyve a jeho zetě Victora Villarda. Vyšlechtěn byl v Saint-Vallier u Drôme počátkem 20. století. Ještě roku 1968 zaujímala plocha vinic s touto odrůdou ve Francii 21.396 ha. Předpisy EU poté zakázaly pěstování hybridních odrůd za účelem výroby jakostních vín a vinice byly z velké části vymýceny. Současných cca 350 ha vinic (roku 2007) produkuje především vína k výrobě vinných destilátů. Odrůda je též často pěstována na pergolách a v zahradách, její hrozny jsou při plném vyzrání velmi chutné. Zajímavostí je, že dekretem z 18. dubna 2008 bylo znovu připuštěno pěstovat mj. i tuto odrůdu k výrobě jakostních vín, protože obsahuje poměrně vysoký podíl genů ušlechtilé révy Vitis vinifera. Menší plochy vinic této odrůdy najdeme mj. v USA (New Jersey, Pensylvánie, Severní Karolína), v Brazílii, Japonsku, Mexiku, Maďarsku a ve státech bývalého SSSR. Odrůda je pro své vlastnosti významná jako partner pro křížení nových odrůd, je jedním z rodičů například odrůd Sevar, Sirius, Phoenix, Bianca či Staufer.

## Popis
Réva odrůdy Orion je jednodomá dřevitá pnoucí liána, dorůstající v kultuře až několika metrů. Kmen tloušťky až několik centimetrů je pokryt světlou borkou, která se loupe v pruzích. Úponky umožňují této rostlině pnout se po pevných předmětech. Růst je středně bujný až bujný, olistění je husté. Vrcholky letorostů jsou otevřené, slabě bíle vlnatě ochmýřené, slabě pigmentované antokyaniny. Mladé lístky jsou zelené s jemným bronzovým nádechem. Jednoleté réví je žlutavě hnědé.
List je středně velký, hladký až slabě puchýřnatý, okrouhlý, tří- až pětilaločnatý s mělkými výkroji, čepel je sytě zelená, se zdviženými okraji, zoubky na okrajích listu jsou široké, s vypouklou stranou. Řapíkový výkroj je lyrovitý, otevřený, často s oblým dnem, řapík je středně dlouhý, narůžovělý, žilnatina v oblasti připojení řapíku je pouze nepatrně pigmentovaná.
Oboupohlavní květy v hroznovitých květenstvích jsou pětičetné, žlutozelené, samosprašné. Plodem je malá až středně velká (16 mm, 1,4 g), kulatá bobule, její slupka tenká, průměrně ojíněná, zelenožlutá až bělavá, dužina je řídká, chuti neutrální. Hrozen je středně velký až velký (v průměru 137 g, ale i přes 200 g), válcovitě-kuželovitý, s křidélkem, řidší až průměrně kompaktní.

## Původ a rozšíření
Orion je interspecifická moštová odrůda révy, kříženec odrůd Optima a Villard blanc. Byla vyšlechtěna roku 1964 v Německu, šlechtitelem byl Gerhardt Alleweldt (JKI – Julius Kühn-Institut Bundesforschungsinstitut für Kulturpflanzen
Institut für Rebenzüchtung Geilweilerhof, Siebeldingen), do odrůdové knihy zde byla zapsána roku 1994.
V Německu se odrůda pěstovala roku 2007 pouze na 4 hektarech vinic, na malých plochách je vysazena též v Anglii, ve Švýcarsku a v Nizozemsku. Odrůda není zapsána do Státní odrůdové knihy České republiky a není ani odrůdou, povolenou k výrobě zemských vín, na našich vinicích je pouze raritou.

## Název
Název nese odrůda po souhvězdí Orion, respektive po stejnojmenné postavě z řecké mytologie, lovci, který je tímto souhvězdím zvěčněn.
Ruské synonymum odrůdy je Орион, šlechtitelský název odrůdy byl Gf Ga-58-30 či Geilweilerhof GA-58-30. V Turkmenistánu je pěstována nepříbuzná, modrá stolní odrůda stejného názvu, Orion.

## Pěstování
Růst je středně bujný až bujný, réví vyzrává dobře. Průměrný počet hroznů na plodonosný výhon je 1,8. Mrazuodolnost je vysoká, podobná, jakou má RR, odolává do −27 °C, dobře snáší i sucho, nemá sklon ke sprchávání. Hodí se pro většinu vedení, zatížení maximálně 8–10 oček na m², jako podnož se doporučuje pro hlubší půdy K 5BB, jinak T 5C, SO-4 nebo 125 AA. Ve srovnání s odrůdou Müller Thurgau je výnos v průměru o 13 % nižší (8–11 t/ha), zatímco cukernatost bývá vyšší (17–21 °NM), při stejné aciditě (7–9,5 g/l). Němci ovšem udávají výnosy až 14–15 t/ha, 75 °Oe a aciditu 8–9 g/l. Při přetížení dochází ke snížení cukernatosti a ke špatnému vyzrávání réví.

### Fenologie
Odrůda raší a kvete raně až středně pozdně, dozrává středně pozdně, koncem září. Její vegetační cyklus trvá 135–140 dnů.

### Choroby a škůdci
Odrůda patří mezi rezistentní, dobře odolává plísni révové (Plasmopara viticola) a padlí révovému (Uncinula necator), plísni šedé (Botrytis cinerea) většinou též, pouze v době silnějšího infekčního tlaku bývá napadána. Musí se ovšem roubovat na podnože, protože s révokazem si neporadí.

### Polohy a půdy
Odrůda dobře prospívá v polohách a na půdách, vhodných pro Müller Thurgau, lze ji tedy s úspěchem pěstovat i v okrajových vinařských oblastech, dobře snáší i sušší půdy.

## Víno
Vyžaduje při zpracování reduktivní technologie. Víno má plné tělo, svěží kyseliny, které se lehce odbourávají a příjemné květové a ovocité aroma. Z pozdních sběrů se dá vyrobit víno vysoké kvality, charakterem blízké vínům odrůd Sylvánské zelené či Müller Thurgau, nevýhodou je jeho rychlé stárnutí, musí se pít mladé. Podobně, jako vína Müller Thurgau, se s oblibou užívá do kupáží s víny vyšší acidity.